# Nanete
Nanete är ett periodiskt vattendrag i Burundi.   Det ligger i provinsen Muramvya, i den centrala delen av landet, 50 km öster om huvudstaden Bujumbura.
Omgivningarna runt Nanete är en mosaik av jordbruksmark och naturlig växtlighet. Runt Nanete är det tätbefolkat, med 411 invånare per kvadratkilometer.